# JTEKT
K.K. JTEKT (jap. 株式会社ジェイテクト, Kabushiki kaisha Jeitekuto, engl. JTEKT Corporation) ist ein japanischer Automobilzulieferer. Er entstand 2006 aus den Vorgängern Kōyō Seikō K.K. (光洋精工株式会社) und Toyoda Kōki K.K. (豊田工機株式会社).

## Geschäftsbereiche
JTEKT vertreibt seine Produkte unter drei hauptsächlichen Marken. Unter dem Namen JTEKT produziert und vertreibt der Konzern Zulieferteile für die Automobilbranche. Dazu zählen Antriebswellen, Kupplungen und Lenksysteme. Die Marke Koyo wird für verschiedene Wälzlager-Produkte benutzt. Den Namen Toyoda tragen die Bearbeitungszentren, Schleifmaschinen und Verzahnmaschinen des Konzerns.